# Murilo de Almeida
Murilo de Almeida (sinh ngày 21 tháng 1 năm 1989) là một cầu thủ bóng đá người Đông Timor.

## Đội tuyển bóng đá quốc gia Đông Timor
Murilo de Almeida thi đấu cho đội tuyển bóng đá quốc gia Đông Timor từ năm 2012-2014.

## Thống kê sự nghiệp
| Đội tuyển bóng đá Đông Timor | Đội tuyển bóng đá Đông Timor | Đội tuyển bóng đá Đông Timor |
| Năm                          | Trận                         | Bàn                          |
| ---------------------------- | ---------------------------- | ---------------------------- |
| 2012                         | 3                            | 3                            |
| 2013                         | 0                            | 0                            |
| 2014                         | 4                            | 3                            |
| Tổng cộng                    | 7                            | 6                            |

### Bàn thắng quốc tế
| #  | Ngày                 | Địa điểm                                       | Đối thủ   | Bàn thắng | Kết quả | Giải đấu               |
| -- | -------------------- | ---------------------------------------------- | --------- | --------- | ------- | ---------------------- |
| 1. | 5 tháng 10 năm 2012  | Sân vận động Thuwunna, Yangon, Myanmar         | Campuchia | 1–0       | 5–1     | Vòng loại AFF Cup 2012 |
| 2. | 5 tháng 10 năm 2012  | Sân vận động Thuwunna, Yangon, Myanmar         | Campuchia | 2–0       | 5–1     | Vòng loại AFF Cup 2012 |
| 3. | 9 tháng 10 năm 2012  | Sân vận động Thuwunna, Yangon, Myanmar         | Lào       | 1–0       | 3–1     | Vòng loại AFF Cup 2012 |
| 4. | 12 tháng 10 năm 2014 | Sân vận động Quốc gia Lào mới, Viêng Chăn, Lào | Brunei    | 1–0       | 4–2     | Vòng loại AFF Cup 2014 |
| 5. | 12 tháng 10 năm 2014 | Sân vận động Quốc gia Lào mới, Viêng Chăn, Lào | Brunei    | 2–2       | 4–2     | Vòng loại AFF Cup 2014 |
| 6. | 12 tháng 10 năm 2014 | Sân vận động Quốc gia Lào mới, Viêng Chăn, Lào | Brunei    | 3–2       | 4–2     | Vòng loại AFF Cup 2014 |